# Steve Austin
Steve Austin é um personagem fictício protagonista de uma série de livros do autor Martin Caidin e posterior adaptação em telefilmes e seriado de televisão da década de 1970 chamado The Six Million Dollar Man.
Austin é um astronauta norte-americano que sofre um gravíssimo acidente enquanto testava uma nova aeronave. Na intervenção cirúrgica para salva-lo, seu olho e braço direito e suas duas pernas são substituídas por partes biônicas. Adquire visão de longo alcance e infravermelha, além da capacidade de correr em alta velocidade. Torna-se agente do governo em missões especiais e secretas.
Surgiu pela primeira vez no livro "Cyborg", seguido por "Operation Nuke", "High Crystal" e "Cyborg 4".
Na TV surgiu em The Moon and the Desert que foi ao ar em 7 de março de 1973, primeiro de três telefilmes que antecederam a série. Sua última aparição foi também no telefilme Bionic Ever After? de 1994.